# 学年制と単位制
学年制（がくねんせい）とは、各学年での教育課程の修了を繰り返すことによって学習していく方式のことであり、単位制（たんいせい）とは、授業科目を単位と呼ばれる学習時間数に区分して修得していく方式のことである。

## 概要
一般的に、単位制は、授業科目ごとに取得できる単位数が決まっており、卒業時に必要単位数がそろっているかどうかで卒業を判定することが多い。授業科目の学習成果を単位として修得していく方式は、後期中等教育（高等学校の課程など）以降で行われている。
単位制での単位認定は、通年単位制とセメスター単位制に分かれる。通年単位制は1年間の授業科目の学習成果によって単位を認定する制度であり、セメスター単位制は半年間の期ごとの授業科目の学習成果によって単位を認定する制度である。
多くの高等学校では、単位制と学年制を併用しており、学年制の高等学校では学則で決められた以上の単位を落とすと原級留置となる。原級留置になると、落とした単位以外のいわゆる既修得科目の単位は修得保留扱いとなり、既修得科目の授業を改めて受ける必要がある。
近年、高等学校や中等教育学校の後期課程で、学年制は用いず、単位制のみを用いる教育が増加しており、このような教育は、特に「単位制による教育」と呼ばれる。なお、すべての高等学校と中等教育学校の後期課程は単位制を採用しており、「単位制高等学校」の呼称は、学年制による進級認定を行わずに学習成果の評価を単位制によって行なっているという意味である。この場合、通年単位制で単位認定がされることが多い。
単位制高等学校による教育は、学年ごとの教育課程の区分を設けずに行われる（ただし、「ホームルームの時間」のみ学年単位の編成で実施する高校もある）。学年制併用の高校と違って原級留置はないが、必要な単位数が修業年限内で修得できない場合は卒業延期になる。
一方、多くの大学では、単位制のみを用いていることが多く、期単位のセメスター単位制で単位認定がされることが多い。大学では、2年次修了時点で、大学が定めた一定の単位数以上を修得していない場合は、原級留置とされ、翌年度も2年次に留められることがある（大学通信教育では、この限りではなく、4年次で卒業要件がそろわなかった場合などは、5年次、6年次のように、便宜上呼称する場合がある。10年次まで在籍可能な大学の場合は、10年次の時点で卒業要件を満たせなかった場合は、「除籍」となるが、その場合でも、理由を申告の上で、3年次編入の要件を満たせる場合は、再入学が可能である）。
専修学校は従前、小中学校同様に授業時間数のみ決められており、単位制を導入できなかったが、2012年に設置基準が改められ、専修学校でも単位制の採用が可能になった。

## 1単位に必要な学習時間
大学、短期大学、大学院、高等専門学校
1単位あたり45時間の学習を必要とする内容とするのが標準である。これには予習・復習・課題などの時間を含み、授業時間については講義及び演習については15時間から30時間までの間（通常、予習・復習が各4分の1という仮定の下、実際の授業時間は22.5時間とすることがほとんどである）。今までは90分授業が13回であったが、しっかり15回の講義が求められるようになった。そうなると前期の終わりが遅くなる・忙しい年度末に後期試験があるようになり、代わりに105分×15回にした大学もある。実験・実習及び実技については2倍の授業時間を求める大学が多く、そのため理系学部のコマ数が多くなる。
なお、芸術等の分野における個人指導による実技の授業については、大学などが定める時間の授業をもって1単位とすることができ、卒業論文、卒業研究、卒業制作等の授業科目については、必要な学修を考慮して単位を定めることができる。理系の卒業論文は研究室に毎日通うが、そのわりに単位数が少ないと言われている。とくに実験に時間がかかるバイオ系・有機化学の研究室は、夜遅くまで研究室に残ることになりやすい。
高等教育の1単位は、高等学校の単位に換算すると約1.54単位であるが、授業時間は約0.77単位である。
1単位の時間数は、1週間分の労働時間に由来するとされる。すなわち、月曜日 - 金曜日は8時間×5日間=40時間、土曜日は半ドンで5時間、合わせて45時間となる。
大学では一般的に、講義及び演習においては、90分 / コマ（1.5時間）×15週=22.5時間の授業を学修した者に対して2単位を与える。1単位の実授業時間は11.25時間となる。前述のとおり「授業時間については、講義及び演習については、15時間から30時間までの間」とされているにもかかわらず11.25実時間でも問題とならない理由は、15単位時間という解釈が許されているためだと推測される。
高度に専門的な教育研究を目的とする大学の講義を学修するには、15実時間（もしくは11.25実時間）の講義に対して30実時間（もしくは33.75実時間）の予習・復習・課題などの自主学習が必要である。
実験・実習及び実技については、学内の実習設備を用いない自主学習は困難であるため、授業時間が「30時間から45時間までの間」と規定されている。
大学通信教育
卒業にあたっては、面接授業（スクーリング）で、30単位以上の修得が必要。ただし、後述の事例のように、科目の単位数と面接授業扱いとなる単位数が別となる例もある（この例では、スクーリングを受けたにもかかわらず、レポート(通信指導による課題)の提出を別途必要とする）。
大学によっても異なるが、講義科目でのスクーリング受講の場合、1コマ80分として、講義5コマと60分の試験を以って、スクーリング単位1単位を修得する（単位そのものの修得は、単位数分に相当する、別途のレポート提出の合格が要件となる）。この例では、科目の単位自体は2単位となるため、別途レポートの提出をしないと、単位そのものの認定はなされない（講義のコマ数だけでは、2単位を充足しているとはみなされないため）。あるいは、講義11コマと60分の試験を以って、スクーリング単位2単位を修得する（単位そのものの修得は、単位数分に相当する、別途のレポート提出の合格が要件となる）。
ただし、レポートの提出がない講義科目の場合は、1コマ80分として、講義7コマと60分の試験のみを以って、単位そのものを認定したうえで、スクーリング単位も1単位修得となる。
実技・語学科目であれば、1コマ80分として、実技・語学11コマと試験（場合によっては、実技12コマとなる例もある）により、スクーリング単位が1単位修得となる。こちらも、スクーリングコマ数だけでは、単位修得に必要なコマ数を満たしていないため、補うためのレポート学習が必要となる。
なお、大学通信教育での卒業要件として、面接授業での単位修得が30単位以上必要であるため、相当分のスクーリング単位を要する。ただし、科目の単位数とスクーリング単位が同一とは限らないので注意が必要。
高等学校、中等教育学校の後期課程
1単位時間を基本的に50分とし、標準で35単位時間の授業をもって1単位とされている。学習時間に換算すると、29時間10分である。
専修学校
高等課程では高等学校に準じ、専門課程では大学に準じている。
高等専門学校
大学の単位計算に準じた授業科目は5年間で60単位まで取得することができる。2年制の専攻科（学士課程）については大学の単位計算に準じている。

## 卒業・修了に必要な単位数
- 大学 - 最低124単位以上で各大学が定める単位数
- 短期大学 - 2年制は最低62単位・3年制は93単位以上で各短期大学が定める単位数
- 大学院 - 最低30単位以上で各大学院が定める単位数
- 高等学校 - 最低74単位以上で各高等学校が定める単位数
- 高等専門学校 - 最低167単位以上で各高等専門学校が定める単位数